# Луїс Альберто Ріарт
Луїс Альберто Ріарт (ісп. Luis Alberto Riart; 1880-1953) — парагвайський політичний діяч, тимчасовий президент Парагваю з 17 березня по 15 серпня 1924 року, віцепрезидент Парагваю з 15 серпня 1939 року по 18 лютого 1940, а також займав різні пости в уряді.

## Життєпис
Ріарт в аргентинському місті Ексіна 21 червня 1880 в родині вихідця з Каталонії, дитинство провів у парагвайському Вілья-Флорида, а освіту здобував в університеті Асунсьйона.
Отримавши диплом юриста, Ріарт незабаром почав політичну кар'єру.
У 1913 брав участь у створенні Патріотичного союзу разом з Еліхіо Айялою.
Згодом Ріарт займав кілька важливих посад в уряді Парагваю: був міністром закордонних справ, економіки, внутрішніх справ, армії і флоту. З 1916 до 1917 обіймав пост Міністра фінансів Парагваю.
17 березня 1924 Еліхіо Аяла покинув пост тимчасового президента, щоб провести кампанію для обрання повноцінним президентом. Ріарту були передані президентські повноваження. У короткий термін він мало встиг зробити, однак доклав зусиль для стабілізації національної валюти і зміцнення боєздатності армії.
У 1928 Ріарт висував свою кандидатуру на президентські вибори, але не дістав достатньої підтримки всередині своєї партії.
У 1934 був призначений міністром закордонних справ Парагваю в уряді Еусебіо Аяли і брав участь в укладенні мирного договору, що завершив Чакську війну.
У 1939 Ріарт був призначений віцепрезидентом у кабінеті маршала Хосе Фелікса Естіґаррібії, але вже в лютому 1940 після розпуску парламенту і розформування уряду він покинув свою посаду й пішов з великої політики.
Ріарт був одружений з Аделілю Мерседес Бельо, у нього було шестеро дітей.
Помер 1 жовтня 1953 року в Асунсьйоні.